# 圖茲利 (別列贊卡區)
46°41′52″N 31°22′23″E / 46.69778°N 31.37306°E
圖茲利（烏克蘭語：Тузли）是位於烏克蘭南部尼古拉耶夫州裏尼古拉耶夫區的村莊，面積0.17平方公里，海拔高度4米，2001年人口920，人口密度每平方公里5,349.1人。